# Melanie Jäger-Waldau
Melanie Jäger-Waldau (* 1970 in Bremen als Melanie Schulz) ist eine deutsche Kirchenmusikerin, Chorleiterin und Organistin.

## Leben
Melanie Jäger-Waldau, geb. Schulz, studierte nach dem Abitur an der Hochschule für Musik und Theater München Kirchenmusik (A) und Konzertfach Orgel bei Franz Lehrndorfer. Zu ihren weiteren Lehrern zählten Wolfram Menschick und Roderich Kreile (Chorleitung) sowie Hans-Martin Schneidt (Dirigieren). Sie erhielt weitere Impulse durch Interpretationskurse bei Daniel Roth, Luigi Ferdinando Tagliavini, Helmuth Rilling, Frieder Bernius und Eric Ericson.
Seit 1995 ist sie als Münsterkantorin am St. Nikolaus-Münster in Überlingen tätig und im Rahmen der diözesanen C-Ausbildung als Orgeldozentin für das Erzbistum Freiburg.
Seit 2016 ist sie Präsidentin des katholischen Kinder- und Jugendchorverbandes Pueri Cantores der Erzdiözese Freiburg, seit 2019 Mitglied im Präsidium des Nationalkomitees Pueri Cantores Deutschland.
Sie ist Mitglied in der Redaktionsgruppe „Tagzeitenliturgien zum Neuen Gotteslob“ und Freiburger Kinderchorbuch 2. Sie ist als Dozentin und Jurymitglied tätig. Beim ACV Deutschland ist sie Fachberaterin für Kinder- und Jugendchor. Ihr wurde ein Stipendium der bischöflichen Studienstiftung Cusanuswerk und der Kulturförderpreis ihrer Heimatstadt Germering verliehen. 2019 wurde ihr der Titel Kirchenmusikdirektorin (KMD) der Erzdiözese Freiburg verliehen.